# 青城报春
青城报春（学名：Primula chienii）为报春花科报春花属下的一个种。

## 扩展阅读
- 維基物種上的相關：青城报春